# 1161

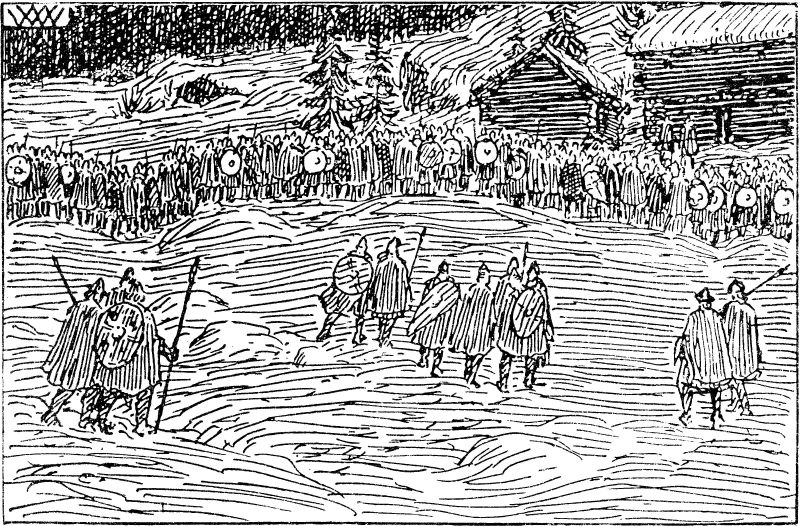
Het leger van Inge I ontmoet dat van Haakon II nabij Oslo. Inge verliest deze slag en sneuvelt.

Het jaar 1161 is het 61e jaar in de 12e eeuw volgens de christelijke jaartelling.

## Gebeurtenissen
- Wegens zijn conflict met keizer Frederik I Barbarossa moet paus Alexander III vluchten naar Frankrijk.
- Een aantal Noord-Duitse handelaren verbindt zich tot wat later de hanze zal vormen.
- Keizer Manuel I Komnenos trouwt met Maria van Antiochië.
- Voor het eerst vermeld: Oss

## Opvolging
- aartsbisschop van Canterbury - Theobald van Bec opgevolgd door Thomas Becket
- Karinthië - Hendrik V opgevolgd door zijn broer Herman
- aartsbisdom Mainz - Christiaan I van Buch opgevolgd door Koenraad III van Wittelsbach
- Nevers en Tonnerre - Willem III opgevolgd door zijn zoon Willem IV
- Noorwegen (Bagli) - Inge I opgevolgd door Magnus V
- Znaim - Koenraad II opgevolgd door zijn zoon Koenraad Otto (jaartal bij benadering)
- Zweden - Magnus Henriksson opgevolgd door Karel VII

## Geboren
- 20 september - Takakura, keizer van Japan (1168-1180)
- Boudewijn IV, koning van Jeruzalem (1174-1185)
- Contance, hertogin van Bretagne (1166-1201)
- Tsangpa Gyare, Tibetaans lama
- Wladislaus Spillebeen, groothertog van Polen (1228-1231) (vermoedelijk jaartal)

## Overleden
- 3 februari - Inge I, koning van Noorwegen (1136-1161) (gesneuveld)
- 18 april - Theobald van Bec, aartsbisschop van Canterbury
- 14 juni - Qinzong (61), keizer van de Song-dynastie (1126-1127)
- 4 september - Filips van Frankrijk (~30), Frans prins en geestelijke
- 11 september - Melisende (~56), koningin van Jeruzalem (1131-1153)
- 27 september - Reinout van Courtenay, Frans edelman
- 12 oktober - Hendrik V, hertog van Karinthië
- 9 november - Albero, Frans abt
- 21 november - Willem III, graaf van Nevers en Tonnerre
- Magnus Henriksson, koning van Zweden (1160-1161)
- Koenraad II, hertog van Moravië-Znaim (jaartal bij benadering)
- Willem I van Dampierre, Frans edelman (jaartal bij benadering)
- Wouter II, graaf van Brienne (jaartal bij benadering)